# 溪湖霖肇宮
23°58′10″N 120°29′33″E / 23.969332°N 120.492575°E
荷婆崙霖肇宮，為位於臺灣彰化縣溪湖鎮中山里的三山國王廟，分香廟遍及中彰雲、竹苗一帶。

## 沿革
此廟早期史料記載遺闕。有傳說是萬曆十四年（1586年）時馬義雄、周榆森二人自潮州府揭陽縣來臺營生攜帶河婆墟霖田祖廟的三山國王香火來荷婆崙建廟。但學術界從粵籍客家人進入的時間，研判萬曆年間當無建廟之可能。
道光六年（1826年），閩客械鬥，溪湖的客家人也敗退至沼澤遍布的埔心、永靖、田尾、社頭等地，成為福佬客。廟宇三尊王爺神像也先撤離，分奉到三地，日後該些地區成為此廟的大王角、二王角、三王角角頭。廟宇有的古物為道光廿八（1848年）由廣東移民贈送的匾額。
族群關係逐漸緩和平淡之後，1961年，此廟決定以新雕的神像來鎮殿，以因應各地回來謁祖進香的分靈廟。1995年重建竣工。廟方還建有香客大樓、占地二公頃多的風景區、軍方贈送的退役中興號教練機。鎮公所也推薦此廟與巫厝石鵝有觀光價值。

## 祭祀

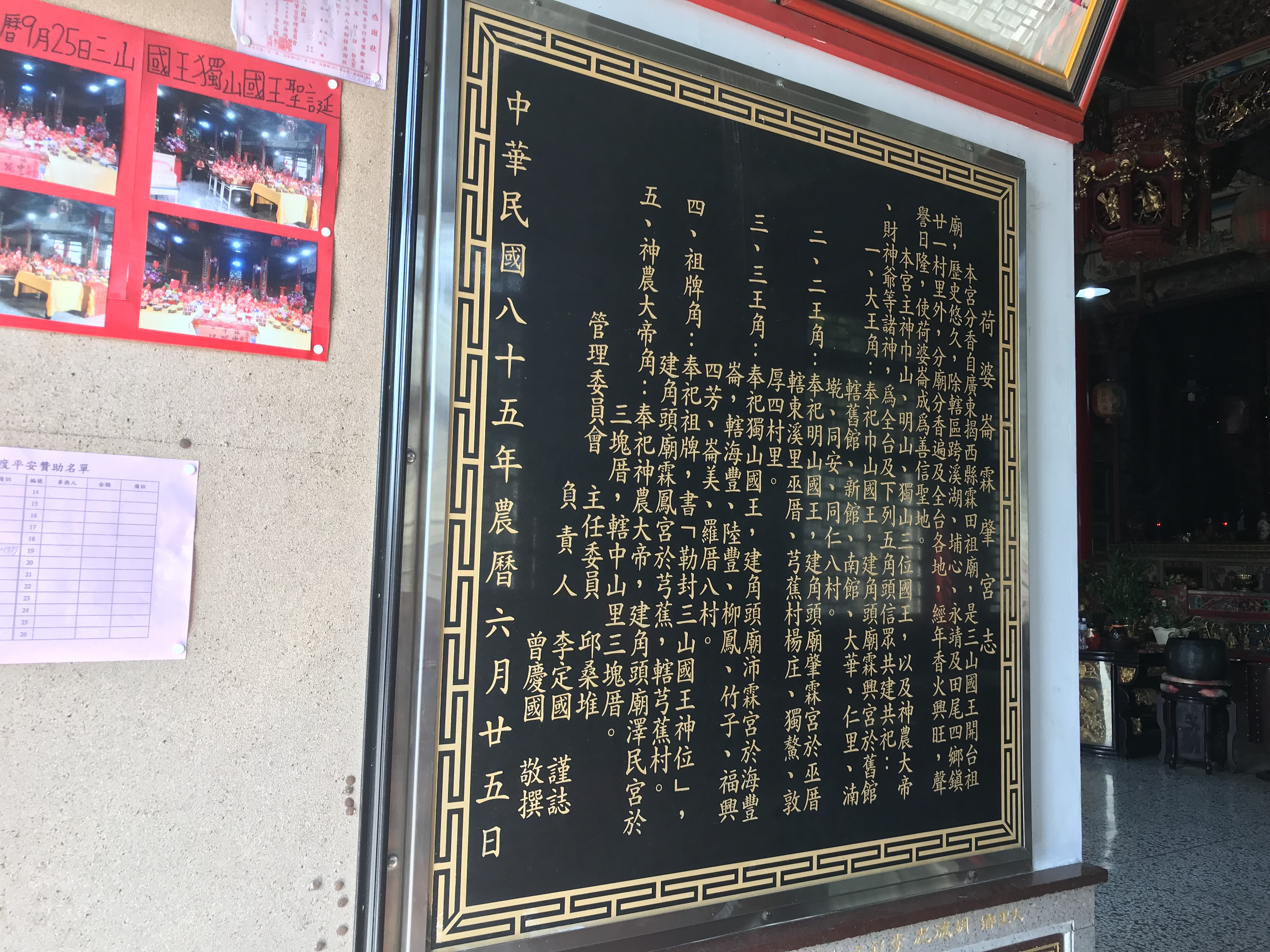
宮志

三山國王的聖誕分別是農曆二月廿五日、六月廿五日、九月廿五日。國王登位紀念日為農曆正月初三日。
漳州人和客家人聯防的枋橋頭七十二庄中，荷婆崙霖肇宮是該轄區最大的王爺廟。其分香廟遍及新竹、苗栗、台中、彰化、雲林等地。像是建於咸豐元年（1851年）的臺中市東勢區泰興宮、道光三年（1823年）峨崙廟、1909年建立的新竹縣關西鎮三和宮、1968年後建立的西屯紫雲宮。

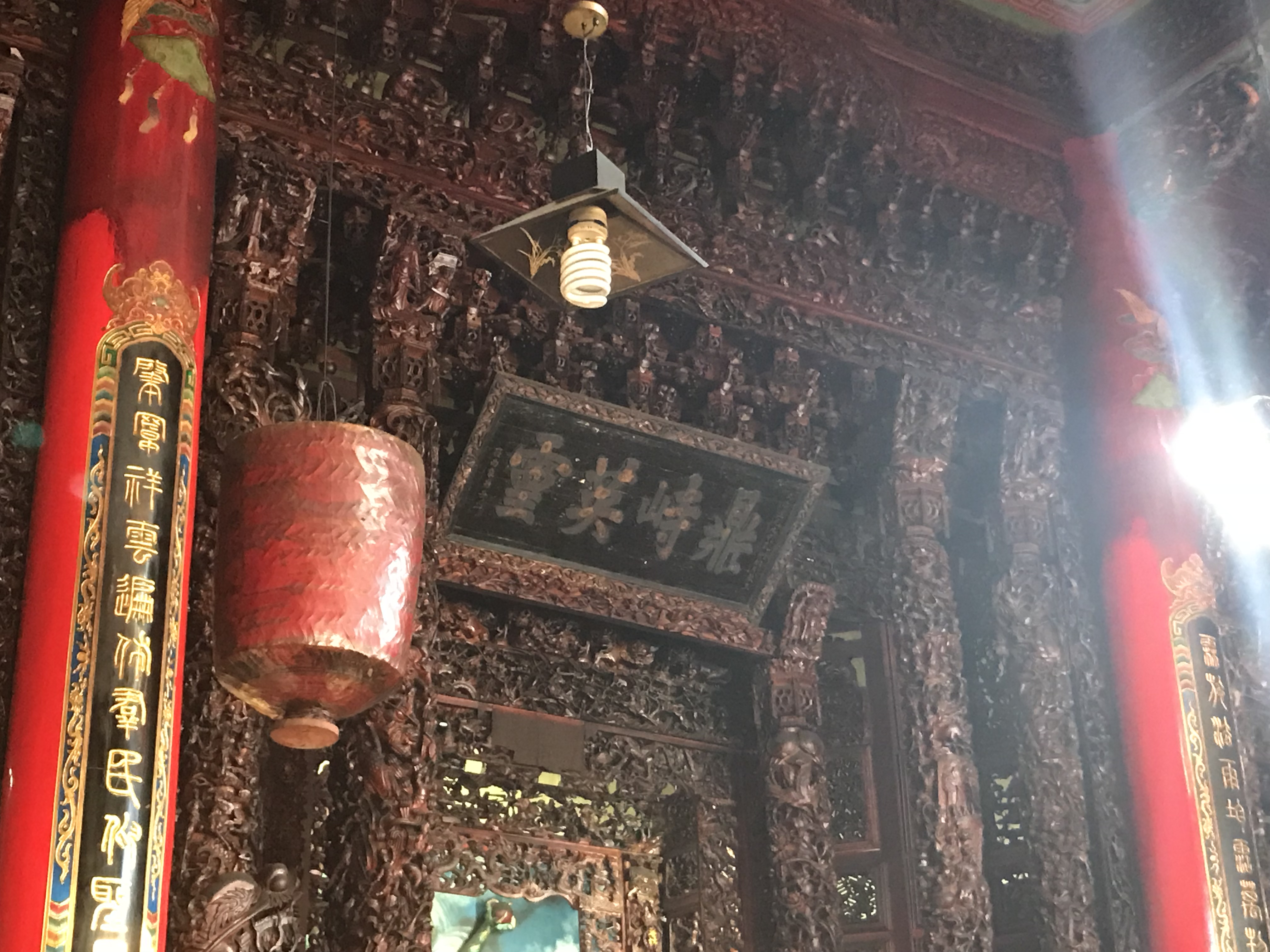
道光年間匾額

霖肇宮的祭祀圈分為巾山大王角、明山二王角、獨山三王角、祖牌角、神農大帝角這五大角頭：巾山大王角的角頭廟為舊館霖興宮、朝南宮、永靖同霖宮；明山二王角的角頭廟乃巫厝肇霖宮、埔心霖震宮、獨鰲舜天宮；獨山三王角的角頭廟有海豐崙沛霖宮、竹子腳霖濟宮；至於祖牌角，原先是二王的角頭，後埔心鄉芎蕉腳居民獨立另闢一角頭，以沛霖宮、霖濟宮為角頭廟；最後的神農大帝角，乃離荷婆崙不遠的三塊厝，居民為泉州人後裔，據三塊厝長者說法，雖泉州人佔領了客家人的地盤，仍舊參與了荷婆崙的祭祀圈，於是霖肇宮便把此地列為角頭、主神為蕭府千歲的澤民宮作角頭廟。
林衡道在1979年8月調查時，認為霖肇宮之所以能在臺灣已趨式衰的三山國王廟中一支獨秀，信徒遍布全臺灣，並且日益興盛，是與有扶鸞活動有關。像是三山國王已不在桃竹苗客家人的主要信仰之列，許多廟宇改成主祀三官大帝、或變成配祀神。霖肇宮更以「三山國王開台祖廟」之名，成為臺灣三山國王的信仰重鎮。例如1955年臺中海線乾旱，沙鹿保安宮信徒就齋戒三日再前往荷婆崙祈雨。彰化縣政府亦在此舉辦過福佬客文化節。

## 外部連結
- 溪湖荷婆崙霖肇宮三山國王廟的Facebook專頁